# Seznam utkání Pardubic v play off české hokejové extraligy
Toto je seznam zápasů Pardubic v play off české hokejové extraligy .

## Pardubice
| Pardubice versus | S  | Předkolo                            | Čtvrtfinále                                                             | Semifinále                                            | Finále            | V   | P  |
| ---------------- | -- | ----------------------------------- | ----------------------------------------------------------------------- | ----------------------------------------------------- | ----------------- | --- | -- |
| Třinec           | 5  |                                     | 1996/1997 (3 : 1) 2009/2010 (4 : 1) 2013/2014 (1 : 4) 2017/2018 (3 : 4) | 2002/2003 (4 : 2)                                     |                   | 15  | 12 |
| Hradec Králové   | 0  |                                     |                                                                         |                                                       |                   | 0   | 0  |
| Chomutov         | 0  |                                     |                                                                         |                                                       |                   | 0   | 0  |
| Liberec          | 3  |                                     |                                                                         | 2004/2005 (4 : 1) 2009/2010 (4 : 0) 2011/2012 (4 : 0) |                   | 12  | 1  |
| Litvínov         | 1  |                                     | 2014/2015 (1 : 4)                                                       |                                                       |                   | 1   | 4  |
| Mladá Boleslav   | 1  |                                     | 2020/2021 (0 : 4)                                                       |                                                       |                   | 0   | 4  |
| Olomouc          | 1  |                                     |                                                                         |                                                       | 1993/1994 (1 : 3) | 1   | 3  |
| Brno             | 1  |                                     |                                                                         |                                                       | 2011/2012 (4 : 2) | 4   | 2  |
| Plzeň            | 2  |                                     | 2003/2004 (3 : 4) 2008/2009 (3 : 4)                                     |                                                       |                   | 6   | 8  |
| Sparta Praha     | 3  |                                     | 1999/2000 (0 : 3)                                                       | 1993/1994 (3 : 0)                                     | 2006/2007 (2 : 4) | 5   | 7  |
| Vítkovice        | 6  | 2014/2015 (3 : 1)                   | 1993/1994 (3 : 2) 2000/2001 (3 : 4) 2011/2012 (4 : 3)                   | 2010/2011 (1 : 4)                                     | 2009/2010 (4 : 0) | 18  | 14 |
| Zlín             | 3  |                                     | 1998/1999 (0 : 3) 2010/2011 (4 : 0)                                     |                                                       | 2004/2005 (4 : 0) | 8   | 3  |
| Jihlava          | 0  |                                     |                                                                         |                                                       |                   | 0   | 0  |
| České Budějovice | 2  |                                     | 2021/2022 (1 : 4)                                                       | 2006/2007 (4 : 1)                                     |                   | 5   | 5  |
| Karlovy Vary     | 2  | 2020/2021 (3 : 1) 2021/2022 (3 : 0) |                                                                         |                                                       |                   | 6   | 1  |
| Kladno           | 2  | 2012/2013 (2 : 3)                   | 2004/2005 (4 : 3)                                                       |                                                       |                   | 6   | 6  |
| Slavia Praha     | 3  | 2013/2014 (3 : 2)                   | 2001/2002 (2 : 4)                                                       |                                                       | 2002/2003 (3 : 4) | 8   | 10 |
| Vsetín           | 2  |                                     | 1997/1998 (0 : 3)                                                       | 1996/1997 (1 : 3)                                     |                   | 1   | 6  |
| Znojmo           | 2  |                                     | 2002/2003 (4 : 2) 2006/2007 (4 : 3)                                     |                                                       |                   | 8   | 5  |
| Celkem           | 39 |                                     |                                                                         |                                                       |                   | 104 | 91 |

## Pardubice - Třinec
| Číslo | Sezona    | Utkání      | Domácí    | Výsledek        | Hosté     | Třetiny           |
| --- | --------- | ----------- | --------- | --------------- | --------- | ----------------- |
| 01. | 1996/1997 | čtvrtfinále | Třinec    | 1 : 4 Report    | Pardubice | (0:0 , 1:1 , 0:3) |
| Branky Pardubic 30:03 Milan Hejduk, 42:05 Pavel Kábrt, 46:20 Jaroslav Kudrna, 59:15 Tomáš Blažek |           |             |           |                 |           |                   |
| 02. | 1996/1997 | čtvrtfinále | Třinec    | 4 : 3 Report    | Pardubice | (3:1 , 0:1 , 1:1) |
| Branky Pardubic 08:48 Stanislav Procházka, 22:46 Jiří Jantovský, 51:05 Tomáš Martinec |           |             |           |                 |           |                   |
| 03. | 1996/1997 | čtvrtfinále | Pardubice | 6 : 1 Report    | Třinec    | (2:1 , 2:0 , 2:0) |
| Branky Pardubic 02:41 Tomáš Blažek, 17:33 Aleksandr Tsyplakov, 27:48 Petr Mudroch, 38:10 Milan Hejduk, 53:50 Petr Mudroch, 59:42 Jaroslav Kudrna                                                                          |           |             |           |                 |           |                   |
| 04. | 1996/1997 | čtvrtfinále | Pardubice | 6 : 0 Report    | Třinec    | (3:0 , 1:0 , 2:0) |
| Branky Pardubic 00:44 Milan Hejduk, 14:49 Jaroslav Kudrna, 18:04 Stanislav Procházka, 36:49 Milan Hejduk, 47:51 Tomáš Blažek, 55:54 Karel Plášek                                                                          |           |             |           |                 |           |                   |
| |           |             |           |                 |           |                   |
| 05. | 2002/2003 | semifinále  | Pardubice | 10 : 2 Report   | Třinec    | (2:0 , 4:1 , 4:1) |
| Branky Pardubic 05:08 Lubomír Pištek, 19:47 Ladislav Lubina, 27:52 Michal Sýkora, 28:31 Petr Sýkora, 32:58 Jan Kolář, 37:43 David Pospíšil, 41:33 Miroslav Duben, 41:56 Jan Kolář, 49:09 Michal Sýkora, 56:07 Petr Průcha |           |             |           |                 |           |                   |
| 06. | 2002/2003 | semifinále  | Pardubice | 3 : 4 Report    | Třinec    | (1:1 , 1:3 , 1:0) |
| Branky Pardubic 10:35 Michal Sýkora, 28:35 Jaroslav Kudrna, 41:00 Radoslav Kropáč |           |             |           |                 |           |                   |
| 07. | 2002/2003 | semifinále  | Třinec    | 1 : 4 Report    | Pardubice | (0:0 , 1:3 , 0:1) |
| Branky Pardubic 22:11 Petr Koukal, 31:36 Radoslav Kropáč, 37:20 Tomáš Pácal, 42:48 Tomáš Blažek |           |             |           |                 |           |                   |
| 08. | 2002/2003 | semifinále  | Třinec    | 4 : 2 Report    | Pardubice | (1:1 , 2:1 , 1:0) |
| Branky Pardubic 04:15 Petr Sýkora, 26:55 Ladislav Lubina |           |             |           |                 |           |                   |
| 09. | 2002/2003 | semifinále  | Pardubice | 7 : 2 Report    | Třinec    | (1:1 , 2:0 , 4:1) |
| Branky Pardubic 13:53 Tomáš Divíšek, 24:42 Petr Mudroch, 39:46 Petr Sýkora, 50:57 Tomáš Blažek, 53:34 Petr Sýkora, 57:07 Otakar Janecký, 57:48 Michal Tvrdík                                                              |           |             |           |                 |           |                   |
| 10. | 2002/2003 | semifinále  | Třinec    | 4 : 5 PP Report | Pardubice | (1:1 , 2:2 , 1:1) |
| Branky Pardubic 09:56 Tomáš Blažek, 21:42 Tomáš Blažek, 28:14 Petr Koukal, 55:12 Petr Koukal, v prodloužení 64:02 Tomáš Blažek                                                                                            |           |             |           |                 |           |                   |
| |           |             |           |                 |           |                   |
| 11. | 2009/2010 | čtvrtfinále | Pardubice | 1 : 3 Report    | Třinec    | (0:2 , 1:1 , 0:0) |
| Branky Pardubic 37:04 Jan Starý |           |             |           |                 |           |                   |
| 12. | 2009/2010 | čtvrtfinále | Pardubice | 5 : 3 Report    | Třinec    | (2:2 , 1:0 , 2:1) |
| Branky Pardubic 10:37 Radovan Somík, 11:07 Jan Starý, 30:29 Jan Starý, 45:27 Radovan Somík, 49:35 Petr Sýkora |           |             |           |                 |           |                   |
| 13. | 2009/2010 | čtvrtfinále | Třinec    | 4 : 5 PP Report | Pardubice | (1:1 , 2:2 , 1:1) |
| Branky Pardubic 10:39 Petr Sýkora, 20:40 David Havíř, 27:44 Petr Sýkora, 40:08 Jan Kolář, v prodloužení 62:32 Petr Koukal                                                                                                 |           |             |           |                 |           |                   |
| 14. | 2009/2010 | čtvrtfinále | Třinec    | 0 : 5 Report    | Pardubice | (0:3 , 0:1 , 0:1) |
| Branky Pardubic 07:58 Tomáš Zohorna, 08:39 Jan Kolář, 08:54 Rastislav Špirko, 28:58 Jiří Cetkovský, 59:59 Aleš Píša |           |             |           |                 |           |                   |
| 15. | 2009/2010 | čtvrtfinále | Pardubice | 3 : 2 Report    | Třinec    | (0:1 , 3:0 , 0:1) |
| Branky Pardubic 20:42 Petr Sýkora, 24:41 Radovan Somík, 26:45 Radovan Somík |           |             |           |                 |           |                   |
| |           |             |           |                 |           |                   |
| 16. | 2013/2014 | čtvrtfinále | Třinec    | 0 : 4 Report    | Pardubice | (0:1 , 0:2 , 0:1) |
| Branky Pardubic 01:54 Tomáš Zohorna, 24:58 Jiří Cetkovský, 38:03 Tomáš Nosek, 53:56 Petr Sýkora |           |             |           |                 |           |                   |
| 17. | 2013/2014 | čtvrtfinále | Třinec    | 5 : 1 Report    | Pardubice | (0:0 , 3:0 , 2:1) |
| Branky Pardubic 57:47 Petr Sýkora |           |             |           |                 |           |                   |
| 18. | 2013/2014 | čtvrtfinále | Pardubice | 1 : 2 PP Report | Třinec    | (0:0 , 0:0 , 1:1) |
| Branky Pardubic 45:50 Tomáš Nosek |           |             |           |                 |           |                   |
| 19. | 2013/2014 | čtvrtfinále | Pardubice | 0 : 1 Report    | Třinec    | (0:0 , 0:0 , 0:1) |
| Branky Pardubic nikdo |           |             |           |                 |           |                   |
| 20. | 2013/2014 | čtvrtfinále | Třinec    | 6 : 3 Report    | Pardubice | (2:1 , 2:1 , 2:1) |
| Branky Pardubic 06:40 Radoslav Tybor, 32:10 Lukáš Radil, 50:27 Tomáš Nosek |           |             |           |                 |           |                   |
| |           |             |           |                 |           |                   |
| 21. | 2017/2018 | čtvrtfinále | Třinec    | 3 : 2 SN Report | Pardubice | (0:0 , 0:0 , 2:2) |
| Branky Pardubic 42:58 Matěj Beran, 53:05 Matěj Beran |           |             |           |                 |           |                   |
| 22. | 2017/2018 | čtvrtfinále | Třinec    | 4 : 1 Report    | Pardubice | (1:0 , 2:0 , 1:1) |
| Branky Pardubic 49:10 Matěj Beran |           |             |           |                 |           |                   |
| 23. | 2017/2018 | čtvrtfinále | Pardubice | 3 : 2 Report    | Třinec    | (2:0 , 0:0 , 1:2) |
| Branky Pardubic 01:06 Sacha Treille, 17:30 Martin Kaut, 46:02 Matěj Beran |           |             |           |                 |           |                   |
| 24. | 2017/2018 | čtvrtfinále | Pardubice | 3 : 0 Report    | Třinec    | (0:0 , 1:0 , 2:0) |
| Branky Pardubic 32:08 Sacha Treille, 49:58 Sacha Treille, 51:50 David Tomášek |           |             |           |                 |           |                   |
| 25. | 2017/2018 | čtvrtfinále | Třinec    | 3 : 2 Report    | Pardubice | (1:0 , 1:1 , 1:1) |
| Branky Pardubic 35:19 Tomáš Svoboda, 43:46 Tomáš Rolinek |           |             |           |                 |           |                   |
| 26. | 2017/2018 | čtvrtfinále | Pardubice | 6 : 3 Report    | Třinec    | (2:1 , 3:0 , 1:2) |
| Branky Pardubic 12:52 Martin Kaut, 15:17 Ján Sýkora, 25:46 Patrik Poulíček, 30:53 Antonín Dušek, 31:38 David Tomášek, 59:40 Martin Kaut                                                                                   |           |             |           |                 |           |                   |
| 27. | 2017/2018 | čtvrtfinále | Třinec    | 8 : 1 Report    | Pardubice | (0:0 , 5:0 , 3:1) |
| Branky Pardubic 58:53 Sacha Treille |           |             |           |                 |           |                   |
| 28. | 2022/2023 | semifinále  | Pardubice | 4 : 2 Report    | Třinec    | (2:0, 1:1, 1:1)   |
| Branky Pardubic 10:29 Lukáš Sedlák, 16:10 Lukáš Sedlák, 35:14 Lukáš Radil, 59:56 Tomáš Zohorna |           |             |           |                 |           |                   |
| 29. | 2022/2023 | semifinále  | Pardubice | 0 : 3 Report    | Třinec    | (0:1, 0:1, 0:1)   |
| Branky Pardubic nikdo |           |             |           |                 |           |                   |
| 30. | 2022/2023 | semifinále  | Třinec    | 2 : 1 Report    | Pardubice | (1:0, 0:1, 1:0)   |
| Branky Pardubic 26:23 Tomáš Vondráček |           |             |           |                 |           |                   |
| 31. | 2022/2023 | semifinále  | Třinec    | 0 : 2 Report    | Pardubice | (0:0, 0:0, 0:2)   |
| Branky Pardubic 43:19 Lukáš Sedlák, 59:55 Tomáš Hyka |           |             |           |                 |           |                   |
| 32. | 2022/2023 | semifinále  | Pardubice | 2 : 4 Report    | Třinec    | (0:0, 2:3, 0:1)   |
| Branky Pardubic20:50 Tomáš Zohorna, 39:58 Adam Musil |           |             |           |                 |           |                   |
| 33. | 2022/2023 | semifinále  | Třinec    | 3 : 5 Report    | Pardubice | (0:3, 0:1, 3:1)   |
| Branky Pardubic 03:40 Ondřej Vála, 04:42 Daniel Rákos, 13:13 Tomáš Vondráček, 38:31 Tomáš Zohorna, 58:57 Lukáš Radil |           |             |           |                 |           |                   |
| 34. | 2022/2023 | semifinále  | Pardubice | 1 : 2 Report    | Třinec    | (1:1, 0:1, 0:0)   |
| Branky Pardubic 08:30 Peter Čerešňák |           |             |           |                 |           |                   |
| |           |             |           |                 |           |                   |
| Pardubice 18x utkání vyhrál, 16x utkánní prohrál Pardubice 3x sérii vyhrál, 3x sérii prohrál |           |             |           |                 |           |                   |

## Pardubice - Zlín
| Číslo | Sezona    | Utkání      | Domácí    | Výsledek        | Hosté     | Třetiny         |
| --- | --------- | ----------- | --------- | --------------- | --------- | --------------- |
| 01. | 1998/1999 | čtvrtfinále | Zlín      | 1 : 0 Report    | Pardubice | (0:0, 1:0, 0:0) |
| Branky Pardubic nikdo |           |             |           |                 |           |                 |
| 02. | 1998/1999 | čtvrtfinále | Zlín      | 2 : 0 Report    | Pardubice | (0:0, 1:0, 1:0) |
| Branky Pardubic nikdo |           |             |           |                 |           |                 |
| 03. | 1998/1999 | čtvrtfinále | Pardubice | 1 : 2 SN Report | Zlín      | (0:1, 1:0, 0:0) |
| Branky Pardubic 31:40 Stanislav Procházka                                                                                          |           |             |           |                 |           |                 |
| |           |             |           |                 |           |                 |
| 04. | 2004/2005 | finále      | Zlín      | 2 : 4 Report    | Pardubice | (1:3, 0:1, 1:0) |
| Branky Pardubic 02:45 Petr Čáslava, 08:32 Michal Rozsíval, 16:29 Aleš Hemský, 27:12 Aleš Hemský                                    |           |             |           |                 |           |                 |
| 05. | 2004/2005 | finále      | Zlín      | 1 : 4 Report    | Pardubice | (1:1, 0:2, 0:1) |
| Branky Pardubic 18:56 Tomáš Divíšek, 24:38 Petr Koukal, 27:59 Petr Průcha, 47:48 Jan Snopek                                        |           |             |           |                 |           |                 |
| 06. | 2004/2005 | finále      | Pardubice | 2 : 0 Report    | Zlín      | (0:0, 1:0, 1:0) |
| Branky Pardubic 22:30 Aleš Hemský, 44:39 Petr Průcha                                                                               |           |             |           |                 |           |                 |
| 07. | 2004/2005 | finále      | Pardubice | 3 : 2 Report    | Zlín      | (0:0, 3:1, 0:1) |
| Branky Pardubic 30:08 Lubomír Korhoň, 33:28 Tomáš Rolinek, 39:01 Milan Hejduk                                                      |           |             |           |                 |           |                 |
| |           |             |           |                 |           |                 |
| 08. | 2010/2011 | čtvrtfinále | Zlín      | 3 : 4 PP Report | Pardubice | (0:1, 3:2, 0:0) |
| Branky Pardubic 02:30 Daniel Rákos, 20:49 Radovan Somík, 29:27 Jakub Nakládal, v prodloužení 67:17 Martin Bartek                   |           |             |           |                 |           |                 |
| 09. | 2010/2011 | čtvrtfinále | Zlín      | 2 : 4 Report    | Pardubice | (1:2, 0:1, 1:1) |
| Branky Pardubic 02:13 Jan Starý, 09:18 Martin Bartek, 31:19 Petr Koukal, 59:38 Jan Starý                                           |           |             |           |                 |           |                 |
| 10. | 2010/2011 | čtvrtfinále | Pardubice | 2 : 1 SN Report | Zlín      | (1:0, 0:1, 0:0) |
| Branky Pardubic 05:37 Jan Starý, rozhodující SN Martin Bartek                                                                      |           |             |           |                 |           |                 |
| 11. | 2010/2011 | čtvrtfinále | Pardubice | 6 : 2 Report    | Zlín      | (1:1, 2:1, 3:0) |
| Branky Pardubic 19:32 Jan Kolář, 20:28 Petr Koukal, 34:32 Radovan Somík, 54:29 Petr Koukal, 56:32 Jeff Jillson, 58:53 Daniel Rákos |           |             |           |                 |           |                 |
| |           |             |           |                 |           |                 |
| Pardubice 8x utkání vyhrál, 3x utkánní prohrál Pardubice 2x sérii vyhrál, 1x sérii prohrál                                         |           |             |           |                 |           |                 |

## Pardubice - Vítkovice
| Číslo | Sezona    | Utkání      | Domácí    | Výsledek        | Hosté     | Třetiny         |
| --- | --------- | ----------- | --------- | --------------- | --------- | --------------- |
| 01. | 1993/1994 | čtvrtfinále | Vítkovice | 5 : 4 Report    | Pardubice | (0:1, 4:0, 1:3) |
| Branky Pardubic 09:17 David Pospíšil, 46:40 Stanislav Procházka, 57:49 Richard Král, 58:18 David Pospíšil                                       |           |             |           |                 |           |                 |
| 02. | 1993/1994 | čtvrtfinále | Vítkovice | 2 : 5 Report    | Pardubice | (1:1, 1:2, 0:2) |
| Branky Pardubic 04:43 Richard Král, 31:32 Milan Hejduk, 32:47 Richard Král, 50:55 Stanislav Procházka, 57:41 Martin Filip                       |           |             |           |                 |           |                 |
| 03. | 1993/1994 | čtvrtfinále | Pardubice | 2 : 1 SN Report | Vítkovice | (1:1, 0:0, 0:0) |
| Branky Pardubic 14:27 Richard Král, rozhodující SN Milan Hejduk                                                                                 |           |             |           |                 |           |                 |
| 04. | 1993/1994 | čtvrtfinále | Pardubice | 4 : 5 PP Report | Vítkovice | (2:3, 2:0, 0:1) |
| Branky Pardubic 05:23 David Pospíšil, 07:05 David Pospíšil, 32:53 Milan Hejduk, 34:21 Richard Král                                              |           |             |           |                 |           |                 |
| 05. | 1993/1994 | čtvrtfinále | Vítkovice | 1 : 3 Report    | Pardubice | (0:0, 0:1, 1:2) |
| Branky Pardubic 23:37 David Pospíšil, 42:35 Jiří Jiroutek, 58:23 Ladislav Lubina                                                                |           |             |           |                 |           |                 |
| |           |             |           |                 |           |                 |
| 06. | 2000/2001 | čtvrtfinále | Pardubice | 3 : 4 Report    | Vítkovice | (1:1, 1:3, 1:0) |
| Branky Pardubic 19:55 Aleš Píša, 24:56 Petr Jančařík, 48:41 Michal Mikeska                                                                      |           |             |           |                 |           |                 |
| 07. | 2000/2001 | čtvrtfinále | Pardubice | 6 : 3 Report    | Vítkovice | (4:3, 1:0, 1:0) |
| Branky Pardubic 07:16 Martin Filip, 12:34 Stanislav Procházka, 15:43 Tomáš Rolinek, 17:57 Petr Sýkora, 28:43 Tomáš Pácal, 53:16 Petr Sýkora     |           |             |           |                 |           |                 |
| 08. | 2000/2001 | čtvrtfinále | Vítkovice | 1 : 4 Report    | Pardubice | (1:1, 0:0, 0:3) |
| Branky Pardubic 11:23 Aleš Píša, 46:00 Stanislav Procházka, 53:01 Michal Mikeska, 56:56 Stanislav Procházka                                     |           |             |           |                 |           |                 |
| 09. | 2000/2001 | čtvrtfinále | Vítkovice | 4 : 3 Report    | Pardubice | (3:1, 0:1, 1:1) |
| Branky Pardubic 11:38 Petr Sýkora, 28:21 Ladislav Lubina, 43:36 Jaroslav Kudrna                                                                 |           |             |           |                 |           |                 |
| 10. | 2000/2001 | čtvrtfinále | Pardubice | 6 : 1 Report    | Vítkovice | (3:1, 3:0, 0:0) |
| Branky Pardubic 00:58 Ladislav Lubina, 06:03 Pavel Kábrt, 06:43 Tomáš Rolinek, 32:32 Petr Sýkora, 36:15 Petr Sýkora, 39:53 Jaroslav Kudrna      |           |             |           |                 |           |                 |
| 11. | 2000/2001 | čtvrtfinále | Vítkovice | 2 : 1 PP Report | Pardubice | (0:0, 0:1, 1:0) |
| Branky Pardubic 27:27 Tomáš Rolinek |           |             |           |                 |           |                 |
| 12. | 2000/2001 | čtvrtfinále | Pardubice | 3 : 4 Report    | Vítkovice | (1:2, 1:1, 1:1) |
| Branky Pardubic 09:33 Petr Jančařík, 21:47 Stanislav Procházka, 40:32 Jaroslav Kudrna                                                           |           |             |           |                 |           |                 |
| |           |             |           |                 |           |                 |
| 13. | 2009/2010 | finále      | Pardubice | 5 : 1 Report    | Vítkovice | (2:1, 1:0, 2:0) |
| Branky Pardubic 09:36 Petr Sýkora, 14:17 Radovan Somík, 29:23 Daniel Rákos, 49:17 Petr Sýkora, 53:01 Aleš Píša                                  |           |             |           |                 |           |                 |
| 14. | 2009/2010 | finále      | Pardubice | 1 : 0 Report    | Vítkovice | (0:0, 1:0, 0:0) |
| Branky Pardubic 23:35 Daniel Rákos |           |             |           |                 |           |                 |
| 15. | 2009/2010 | finále      | Vítkovice | 2 : 5 Report    | Pardubice | (1:2, 0:1, 1:2) |
| Branky Pardubic 08:10 Jan Buchtele, 13:42 Libor Pivko, 39:15 Aleš Píša, 42:01 Petr Sýkora, 57:59 Aleš Píša                                      |           |             |           |                 |           |                 |
| 16. | 2009/2010 | finále      | Vítkovice | 2 : 3 PP Report | Pardubice | (0:1, 1:0, 1:1) |
| Branky Pardubic 01:14 Daniel Rákos, 58:38 Aleš Píša, v prodloužení 60:42 Radovan Somík                                                          |           |             |           |                 |           |                 |
| |           |             |           |                 |           |                 |
| 17. | 2010/2011 | semifinále  | Vítkovice | 4 : 0 Report    | Pardubice | (1:0, 1:0, 2:0) |
| Branky Pardubic nikdo |           |             |           |                 |           |                 |
| 18. | 2010/2011 | semifinále  | Vítkovice | 2 : 3 Report    | Pardubice | (0:1, 1:1, 1:1) |
| Branky Pardubic 19:31 Petr Koukal, 21:15 Aleš Píša, 49:20 Jan Starý                                                                             |           |             |           |                 |           |                 |
| 19. | 2010/2011 | semifinále  | Pardubice | 0 : 3 Report    | Vítkovice | (0:0, 0:3, 0:0) |
| Branky Pardubic nikdo |           |             |           |                 |           |                 |
| 20. | 2010/2011 | semifinále  | Pardubice | 2 : 3 PP Report | Vítkovice | (0:0, 2:1, 0:1) |
| Branky Pardubic 34:11 Tomáš Zohorna, 39:04 Jan Starý                                                                                            |           |             |           |                 |           |                 |
| 21. | 2010/2011 | semifinále  | Vítkovice | 3 : 2 SN Report | Pardubice | (2:0, 0:0, 0:2) |
| Branky Pardubic 47:41 Petr Koukal, 48:26 Aleš Píša                                                                                              |           |             |           |                 |           |                 |
| |           |             |           |                 |           |                 |
| 22. | 2011/2012 | čtvrtfinále | Pardubice | 5 : 2 Report    | Vítkovice | (0:1, 3:0, 2:1) |
| Branky Pardubic 31:31 Jaroslav Markovič, 33:50 Casey Borer, 36:04 Tomáš Zohorna, 41:44 Lukáš Radil, 48:33 Jaroslav Markovič                     |           |             |           |                 |           |                 |
| 23. | 2011/2012 | čtvrtfinále | Pardubice | 2 : 3 SN Report | Vítkovice | (1:0, 1:2, 0:0) |
| Branky Pardubic 15:18 Petr Koukal, 29:26 Tomáš Zohorna                                                                                          |           |             |           |                 |           |                 |
| 24. | 2011/2012 | čtvrtfinále | Vítkovice | 3 : 2 SN Report | Pardubice | (1:0, 0:1, 1:1) |
| Branky Pardubic 20:27 Petr Koukal, 42:07 Jan Starý                                                                                              |           |             |           |                 |           |                 |
| 25. | 2011/2012 | čtvrtfinále | Vítkovice | 2 : 3 Report    | Pardubice | (0:2, 2:1, 0:0) |
| Branky Pardubic 00:28 Jan Starý, 08:34 Jan Starý, 39:06 Václav Kočí                                                                             |           |             |           |                 |           |                 |
| 26. | 2011/2012 | čtvrtfinále | Pardubice | 6 : 0 Report    | Vítkovice | (1:0, 2:0, 3:0) |
| Branky Pardubic hetrik 10:47 Martin Bartek, 31:26 Corey Elkins, 36:06 Jan Kolář, 40:43 Jan Starý, 52:51 Martin Bartek, 54:18 Martin Bartek      |           |             |           |                 |           |                 |
| 27. | 2011/2012 | čtvrtfinále | Vítkovice | 6 : 1 Report    | Pardubice | (1:0, 4:1, 1:0) |
| Branky Pardubic 25:40 Radovan Somík |           |             |           |                 |           |                 |
| 28. | 2011/2012 | čtvrtfinále | Pardubice | 5 : 4 PP Report | Vítkovice | (1:2, 1:1, 2:1) |
| Branky Pardubic 06:19 Martin Bartek, 23:55 Corey Elkins, 51:30 Radovan Somík, 59:29 Martin Bartek, v prodloužení 60:55 Daniel Rákos             |           |             |           |                 |           |                 |
| |           |             |           |                 |           |                 |
| 29. | 2014/2015 | předkolo    | Vítkovice | 8 : 2 Report    | Pardubice | (1:2, 5:0, 2:0) |
| Branky Pardubic 09:34 Tomáš Marcinko, 11:14 Jan Starý                                                                                           |           |             |           |                 |           |                 |
| 30. | 2014/2015 | předkolo    | Vítkovice | 2 : 4 Report    | Pardubice | (0:2, 1:1, 1:1) |
| Branky Pardubic 12:41 Jaroslav Moučka, 14:08 Jan Starý, 23:19 Matouš Venkrbec, 58:30 Lukáš Radil                                                |           |             |           |                 |           |                 |
| 31. | 2014/2015 | předkolo    | Pardubice | 6 : 3 Report    | Vítkovice | (2:1, 2:2, 2:0) |
| Branky Pardubic 04:19 Jakub Gašparovič, 18:32 Radoslav Tybor, 21:19 Lukáš Radil, 24:10 Petr Sýkora, 50:14 Matouš Venkrbec, 55:01 Tomáš Marcinko |           |             |           |                 |           |                 |
| 32. | 2014/2015 | předkolo    | Pardubice | 5 : 0 Report    | Vítkovice | (0:0, 4:0, 1:0) |
| Branky Pardubic 23:46 Petr Čáslava, 27:46 Jan Starý, 30:30 Petr Sýkora, 35:17 Petr Sýkora, 45:30 Tomáš Zohorna                                  |           |             |           |                 |           |                 |
| |           |             |           |                 |           |                 |
| Pardubice 18x utkání vyhrál, 14x utkánní prohrál Pardubice 4x sérii vyhrál, 2x sérii prohrál                                                    |           |             |           |                 |           |                 |

## Pardubice - Vsetín
| Číslo                                                                                                  | Sezona    | Utkání      | Domácí    | Výsledek        | Hosté     | Třetiny         |
| --- | --------- | ----------- | --------- | --------------- | --------- | --------------- |
| 01. | 1996/1997 | semifinále  | Vsetín    | 10 : 1 Report   | Pardubice | (6:0, 1:0, 3:1) |
| Branky Pardubic 56:56 Milan Hejduk                                                                     |           |             |           |                 |           |                 |
| 02. | 1996/1997 | semifinále  | Vsetín    | 5 : 1 Report    | Pardubice | (1:0, 2:1, 2:0) |
| Branky Pardubic 29:31 Jaroslav Kudrna                                                                  |           |             |           |                 |           |                 |
| 03. | 1996/1997 | semifinále  | Pardubice | 3 : 2 PP Report | Vsetín    | (2:2, 0:0, 0:0) |
| Branky Pardubic 03:30 Stanislav Procházka, 17:24 Stanislav Procházka, v prodloužení 61:58 Milan Hejduk |           |             |           |                 |           |                 |
| 04. | 1996/1997 | semifinále  | Pardubice | 1 : 4 Report    | Vsetín    | (0:0, 0:3, 1:1) |
| Branky Pardubic 49:46 Pavel Augusta                                                                    |           |             |           |                 |           |                 |
| |           |             |           |                 |           |                 |
| 05. | 1997/1998 | čtvrtfinále | Vsetín    | 7 : 0 Report    | Pardubice | (2:0, 3:0, 2:0) |
| Branky Pardubic nikdo                                                                                  |           |             |           |                 |           |                 |
| 06. | 1997/1998 | čtvrtfinále | Vsetín    | 5 : 2 Report    | Pardubice | (2:1, 2:1, 1:0) |
| Branky Pardubic 03:31 Jiří Malinský, 29:20 Jaroslav Kudrna                                             |           |             |           |                 |           |                 |
| 07. | 1997/1998 | čtvrtfinále | Pardubice | 3 : 4 Report    | Vsetín    | (0:1, 2:2, 1:1) |
| Branky Pardubic 24:08 Jaroslav Kudrna, 34:41 Pavel Kříž, 42:38 Jiří Jantovský                          |           |             |           |                 |           |                 |
| |           |             |           |                 |           |                 |
| Pardubice 1x utkání vyhrál, 6x utkánní prohrál Pardubice 0x sérii vyhrál, 2x sérii prohrál             |           |             |           |                 |           |                 |

## Pardubice - Plzeň
| Číslo | Sezona    | Utkání      | Domácí    | Výsledek        | Hosté     | Třetiny         |
| --- | --------- | ----------- | --------- | --------------- | --------- | --------------- |
| 01. | 2003/2004 | čtvrtfinále | Pardubice | 6 : 3 Report    | Plzeň     | (1:2, 2:0, 3:1) |
| Branky Pardubic 03:12 Michal Sýkora, 22:04 Tomáš Blažek, 24:26 Lubomír Pištek, 41:17 Petr Průcha, 45:18 Petr Průcha, 58:11 Petr Čáslava |           |             |           |                 |           |                 |
| 02. | 2003/2004 | čtvrtfinále | Pardubice | 5 : 2 Report    | Plzeň     | (1:0, 2:2, 2:0) |
| Branky Pardubic 18:41 Ladislav Lubina, 25:24 Jiří Dopita, 37:08 Petr Mudroch, 41:43 Jaroslav Kudrna, 49:23 Tomáš Blažek                 |           |             |           |                 |           |                 |
| 03. | 2003/2004 | čtvrtfinále | Plzeň     | 4 : 2 Report    | Pardubice | (2:1, 1:1, 1:0) |
| Branky Pardubic 03:08 Petr Koukal, 26:48 Ladislav Lubina                                                                                |           |             |           |                 |           |                 |
| 04. | 2003/2004 | čtvrtfinále | Plzeň     | 6 : 3 Report    | Pardubice | (1:1, 2:2, 3:0) |
| Branky Pardubic 00:52 Petr Průcha, 20:55 Petr Mudroch, 28:28 Jaroslav Kudrna                                                            |           |             |           |                 |           |                 |
| 05. | 2003/2004 | čtvrtfinále | Pardubice | 5 : 2 Report    | Plzeň     | (1:0, 3:1, 1:1) |
| Branky Pardubic 18:52 Ladislav Lubina, 29:19 Petr Mudroch, 36:46 Tomaž Razingar, 39:11 Petr Sýkora, 56:13 Petr Průcha                   |           |             |           |                 |           |                 |
| 06. | 2003/2004 | čtvrtfinále | Plzeň     | 3 : 1 Report    | Pardubice | (0:0, 1:1, 2:0) |
| Branky Pardubic 32:58 Ladislav Lubina                                                                                                   |           |             |           |                 |           |                 |
| 07. | 2003/2004 | čtvrtfinále | Pardubice | 1 : 5 Report    | Plzeň     | (0:2, 1:2, 0:1) |
| Branky Pardubic 27:50 Jaroslav Kudrna                                                                                                   |           |             |           |                 |           |                 |
| |           |             |           |                 |           |                 |
| 08. | 2008/2009 | čtvrtfinále | Pardubice | 1 : 2 SN Report | Plzeň     | (1:0, 0:0, 0:1) |
| Branky Pardubic 19:10 Jan Starý |           |             |           |                 |           |                 |
| 09. | 2008/2009 | čtvrtfinále | Pardubice | 3 : 1 Report    | Plzeň     | (3:1, 0:0, 0:0) |
| Branky Pardubic 06:47 David Havíř, 08:25 Jan Starý, 14:52 Martin Lojek                                                                  |           |             |           |                 |           |                 |
| 10. | 2008/2009 | čtvrtfinále | Plzeň     | 2 : 1 Report    | Pardubice | (1:0, 0:0, 1:1) |
| Branky Pardubic 53:59 Aleš Píša |           |             |           |                 |           |                 |
| 11. | 2008/2009 | čtvrtfinále | Plzeň     | 3 : 4 Report    | Pardubice | (0:3, 2:1, 1:0) |
| Branky Pardubic 05:40 Tomáš Divíšek, 07:36 Tomáš Divíšek, 09:48 Martin Lojek, 31:08 Libor Pivko                                         |           |             |           |                 |           |                 |
| 12. | 2008/2009 | čtvrtfinále | Pardubice | 3 : 0 Report    | Plzeň     | (1:0, 2:0, 0:0) |
| Branky Pardubic 03:10 Daniel Rákos, 25:21 Tomáš Divíšek, 31:20 Libor Pivko                                                              |           |             |           |                 |           |                 |
| 13. | 2008/2009 | čtvrtfinále | Plzeň     | 3 : 1 Report    | Pardubice | (1:0, 2:0, 0:1) |
| Branky Pardubic 53:40 Petr Koukal |           |             |           |                 |           |                 |
| 14. | 2008/2009 | čtvrtfinále | Pardubice | 3 : 4 PP Report | Plzeň     | (2:2, 0:0, 1:1) |
| Branky Pardubic 00:57 Jan Kolář, 14:32 Libor Pivko, 55:52 Libor Pivko                                                                   |           |             |           |                 |           |                 |
| |           |             |           |                 |           |                 |
| Pardubice 6x utkání vyhrál, 8x utkání prohrál Pardubice 0x sérii vyhrál, 2x sérii prohrál                                               |           |             |           |                 |           |                 |

## Pardubice - Sparta Praha
| Číslo | Sezona    | Utkání      | Domácí       | Výsledek        | Hosté        | Třetiny         |
| --- | --------- | ----------- | ------------ | --------------- | ------------ | --------------- |
| 01. | 1993/1994 | semifinále  | Sparta Praha | 2 : 3 SN Report | Pardubice    | (0:0, 2:1, 0:1) |
| Branky Pardubic 27:52 Milan Hejduk, 48:37 Robert Vršanský, rozhodující SN Richard Král                                 |           |             |              |                 |              |                 |
| 02. | 1993/1994 | semifinále  | Sparta Praha | 0 : 1 Report    | Pardubice    | (0:1, 0:0, 0:0) |
| Branky Pardubic 15:25 Tomáš Bartoška                                                                                   |           |             |              |                 |              |                 |
| 03. | 1993/1994 | semifinále  | Pardubice    | 2 : 1 SN Report | Sparta Praha | (1:1, 0:0, 0:0) |
| Branky Pardubic 01:12 Richard Král, rozhodující SN David Pospíšil                                                      |           |             |              |                 |              |                 |
| |           |             |              |                 |              |                 |
| 04. | 1999/2000 | čtvrtfinále | Sparta Praha | 3 : 1 Report    | Pardubice    | (1:0, 1:0, 1:1) |
| Branky Pardubic 54:49 Stanislav Procházka                                                                              |           |             |              |                 |              |                 |
| 05. | 1999/2000 | čtvrtfinále | Sparta Praha | 2 : 1 Report    | Pardubice    | (0:0, 2:1, 0:0) |
| Branky Pardubic 34:54 Michal Tvrdík                                                                                    |           |             |              |                 |              |                 |
| 06. | 1999/2000 | čtvrtfinále | Pardubice    | 1 : 5 Report    | Sparta Praha | (0:2, 0:2, 1:1) |
| Branky Pardubic 42:32 Andrej Novotný                                                                                   |           |             |              |                 |              |                 |
| |           |             |              |                 |              |                 |
| 07. | 2006/2007 | finále      | Pardubice    | 4 : 5 PP Report | Sparta Praha | (2:0, 1:3, 1:1) |
| Branky Pardubic 09:45 Petr Sýkora, 11:50 Tomáš Rolinek, 28:32 František Mrázek, 41:24 Jan Snopek                       |           |             |              |                 |              |                 |
| 08. | 2006/2007 | finále      | Pardubice    | 3 : 5 Report    | Sparta Praha | (0:1, 3:3, 0:1) |
| Branky Pardubic 22:50 Jan Čaloun, 36:00 David Havíř, 38:01 František Mrázek                                            |           |             |              |                 |              |                 |
| 09. | 2006/2007 | finále      | Sparta Praha | 7 : 3 Report    | Pardubice    | (2:2, 2:0, 3:1) |
| Branky Pardubic 11:36 Petr Koukal, 17:38 Jan Čaloun, 45:32 Jan Čaloun                                                  |           |             |              |                 |              |                 |
| 10. | 2006/2007 | finále      | Sparta Praha | 2 : 5 Report    | Pardubice    | (0:2, 1:2, 1:1) |
| Branky Pardubic 06:48 Jan Čaloun, 12:15 Tomáš Linhart, 25:12 Tomáš Linhart, 34:58 Zdeněk Ondřej, 45:22 Libor Pivko     |           |             |              |                 |              |                 |
| 11. | 2006/2007 | finále      | Pardubice    | 5 : 1 Report    | Sparta Praha | (2:0, 3:1, 0:0) |
| Branky Pardubic 10:28 Zdeněk Ondřej, 12:53 Dušan Andrašovský, 30:55 Jan Čaloun, 35:10 Tomáš Rolinek, 37:09 Petr Sýkora |           |             |              |                 |              |                 |
| 12. | 2006/2007 | finále      | Sparta Praha | 2 : 0 Report    | Pardubice    | (1:0, 1:0, 0:0) |
| Branky Pardubic nikdo                                                                                                  |           |             |              |                 |              |                 |
| |           |             |              |                 |              |                 |
| Pardubice 5x utkání vyhrál, 7x utkánní prohrál Pardubice 0x sérii vyhrál, 2x sérii prohrál                             |           |             |              |                 |              |                 |

## Pardubice - Liberec
| Číslo | Sezona    | Utkání     | Domácí    | Výsledek        | Hosté     | Třetiny         |
| --- | --------- | ---------- | --------- | --------------- | --------- | --------------- |
| 01. | 2004/2005 | semifinále | Pardubice | 3 : 2 PP Report | Liberec   | (0:0, 0:1, 2:1) |
| Branky Pardubic 41:24 Jan Bulis, 55:24 Jiří Dopita, v prodloužení 67:20 Jan Snopek                                                                                      |           |            |           |                 |           |                 |
| 02. | 2004/2005 | semifinále | Pardubice | 3 : 1 Report    | Liberec   | (1:0, 1:1, 1:0) |
| Branky Pardubic 03:29 Jan Bulis, 26:00 Andrej Novotný, 56:59 Jiří Dopita                                                                                                |           |            |           |                 |           |                 |
| 03. | 2004/2005 | semifinále | Liberec   | 4 : 1 Report    | Pardubice | (2:0, 1:0, 1:1) |
| Branky Pardubic 59:36 Andrej Novotný |           |            |           |                 |           |                 |
| 04. | 2004/2005 | semifinále | Liberec   | 0 : 4 Report    | Pardubice | (0:1, 0:1, 0:2) |
| Branky Pardubic 05:19 Petr Průcha, 22:59 Tomáš Blažek, 43:16 Jan Bulis, 44:02 Lubomír Korhoň                                                                            |           |            |           |                 |           |                 |
| 05. | 2004/2005 | semifinále | Pardubice | 4 : 3 SN Report | Liberec   | (0:0, 2:2, 1:1) |
| Branky Pardubic 23:27 Milan Hejduk, 27:18 Petr Průcha, 53:30 Jan Bulis, rozhodující SN Tomáš Blažek                                                                     |           |            |           |                 |           |                 |
| |           |            |           |                 |           |                 |
| 06. | 2009/2010 | semifinále | Pardubice | 2 : 1 Report    | Liberec   | (0:0, 1:1, 1:0) |
| Branky Pardubic 22:28 Petr Sýkora, 40:43 Petr Koukal |           |            |           |                 |           |                 |
| 07. | 2009/2010 | semifinále | Pardubice | 4 : 0 Report    | Liberec   | (0:0, 2:0, 2:0) |
| Branky Pardubic 35:52 Daniel Rákos, 39:50 Jan Starý, 45:27 Petr Sýkora, 56:31 Jiří Cetkovský                                                                            |           |            |           |                 |           |                 |
| 08. | 2009/2010 | semifinále | Liberec   | 3 : 4 PP Report | Pardubice | (0:1, 2:2, 1:0) |
| Branky Pardubic 04:16 Petr Sýkora, 25:24 Jakub Nakládal, 37:23 Jan Starý, v prodloužení 61:54 David Havíř                                                               |           |            |           |                 |           |                 |
| 09. | 2009/2010 | semifinále | Liberec   | 1 : 4 Report    | Pardubice | (0:0, 0:2, 1:2) |
| Branky Pardubic 24:24 Libor Pivko, 26:46 Petr Sýkora, 58:03 Petr Sýkora, 58:56 Aleš Píša                                                                                |           |            |           |                 |           |                 |
| |           |            |           |                 |           |                 |
| 10. | 2011/2012 | semifinále | Pardubice | 3 : 5 Report    | Liberec   | (1:3, 1:1, 1:1) |
| Branky Pardubic 06:23 Jan Kolář, 35:38 Daniel Rákos, 40:46 Tomáš Zohorna                                                                                                |           |            |           |                 |           |                 |
| 11. | 2011/2012 | semifinále | Pardubice | 4 : 2 Report    | Liberec   | (1:1, 2:1, 1:0) |
| Branky Pardubic 13:53 Václav Kočí, 29:42 Radovan Somík, 37:33 Lukáš Radil, 56:38 Tomáš Zohorna                                                                          |           |            |           |                 |           |                 |
| 12. | 2011/2012 | semifinále | Liberec   | 2 : 1 Report    | Pardubice | (2:0, 0:1, 0:0) |
| Branky Pardubic 20:54 Jiří Cetkovský |           |            |           |                 |           |                 |
| 13. | 2011/2012 | semifinále | Liberec   | 1 : 3 Report    | Pardubice | (0:1, 0:2, 1:0) |
| Branky Pardubic 06:55 Jan Buchtele, 23:22 Václav Kočí, 31:09 Lukáš Radil                                                                                                |           |            |           |                 |           |                 |
| 14. | 2011/2012 | semifinále | Pardubice | 8 : 1 Report    | Liberec   | (4:0, 2:1, 2:0) |
| Branky Pardubic 11:28 Petr Koukal, 17:07 Radovan Somík, 17:30 Petr Koukal, 18:08 Lukáš Radil, 22:19 Daniel Rákos, 37:25 Aleš Píša, 54:27 Lukáš Radil, 56:05 Jan Semorád |           |            |           |                 |           |                 |
| 15. | 2011/2012 | semifinále | Liberec   | 2 : 4 Report    | Pardubice | (0:1, 0:2, 2:1) |
| Branky Pardubic 03:20 Jan Starý, 27:46 Jan Semorád, 39:29 Vladimír Sičák, 58:35 Martin Bartek                                                                           |           |            |           |                 |           |                 |
| |           |            |           |                 |           |                 |
| Pardubice 12x utkání vyhrál, 3x utkání prohrál Pardubice 3x sérii vyhrál, 0x sérii prohrál                                                                              |           |            |           |                 |           |                 |

## Pardubice - Slavia Praha
| Číslo | Sezona    | Utkání      | Domácí       | Výsledek        | Hosté        | Třetiny         |
| --- | --------- | ----------- | ------------ | --------------- | ------------ | --------------- |
| 01. | 2001/2002 | čtvrtfinále | Pardubice    | 2 : 4 Report    | Slavia Praha | (2:1, 0:0, 0:3) |
| Branky Pardubic 08:45 Stanislav Procházka, 19:07 Otakar Janecký                                                                          |           |             |              |                 |              |                 |
| 02. | 2001/2002 | čtvrtfinále | Pardubice    | 4 : 1 Report    | Slavia Praha | (2:0, 1:1, 1:0) |
| Branky Pardubic 09:00 Ladislav Lubina, 18:30 Jaroslav Kudrna, 39:32 Tomáš Rolinek, 59:03 Petr Sýkora                                     |           |             |              |                 |              |                 |
| 03. | 2001/2002 | čtvrtfinále | Slavia Praha | 3 : 2 SN Report | Pardubice    | (1:0, 0:1, 1:1) |
| Branky Pardubic 38:54 Michal Vyhlídal, 59:49 Michal Mikeska                                                                              |           |             |              |                 |              |                 |
| 04. | 2001/2002 | čtvrtfinále | Slavia Praha | 1 : 0 Report    | Pardubice    | (1:0, 0:0, 0:0) |
| Branky Pardubic nikdo |           |             |              |                 |              |                 |
| 05. | 2001/2002 | čtvrtfinále | Pardubice    | 5 : 2 Report    | Slavia Praha | (1:0, 4:2, 0:0) |
| Branky Pardubic 04:21 Michal Sýkora, 24:21 Otakar Janecký, 24:55 Michal Sýkora, 34:00 Ladislav Lubina, 39:48 Jaroslav Kudrna             |           |             |              |                 |              |                 |
| 06. | 2001/2002 | čtvrtfinále | Slavia Praha | 3 : 1 Report    | Pardubice    | (0:0, 1:0, 2:1) |
| Branky Pardubic 42:50 Andrej Novotný |           |             |              |                 |              |                 |
| |           |             |              |                 |              |                 |
| 07. | 2002/2003 | finále      | Pardubice    | 1 : 0 Report    | Slavia Praha | (1:0, 0:0, 0:0) |
| Branky Pardubic 11:23 Petr Mudroch |           |             |              |                 |              |                 |
| 08. | 2002/2003 | finále      | Pardubice    | 2 : 4 Report    | Slavia Praha | (0:2, 2:1, 0:1) |
| Branky Pardubic 22:53 Petr Koukal, 32:57 Jaroslav Kudrna                                                                                 |           |             |              |                 |              |                 |
| 09. | 2002/2003 | finále      | Slavia Praha | 5 : 4 PP Report | Pardubice    | (1:2, 2:0, 1:2) |
| Branky Pardubic 15:12 Petr Mudroch, 17:57 Radoslav Kropáč, 42:12 Lubomír Pištek, 49:15 Miroslav Duben                                    |           |             |              |                 |              |                 |
| 10. | 2002/2003 | finále      | Slavia Praha | 2 : 0 Report    | Pardubice    | (1:0, 0:0, 1:0) |
| Branky Pardubic nikdo |           |             |              |                 |              |                 |
| 11. | 2002/2003 | finále      | Pardubice    | 4 : 3 PP Report | Slavia Praha | (1:1, 0:2, 2:0) |
| Branky Pardubic 07:07 Petr Sýkora, 50:01 Ladislav Lubina, 56:12 Jan Kolář, v prodloužení 69:10 Ladislav Lubina                           |           |             |              |                 |              |                 |
| 12. | 2002/2003 | finále      | Slavia Praha | 1 : 5 Report    | Pardubice    | (0:2, 1:1, 0:2) |
| Branky Pardubic 03:31 Ladislav Lubina, 18:37 Otakar Janecký, 36:55 Petr Sýkora, 52:03 David Pospíšil, 57:45 Petr Průcha                  |           |             |              |                 |              |                 |
| 13. | 2002/2003 | finále      | Pardubice    | 0 : 1 Report    | Slavia Praha | (0:0, 0:1, 0:0) |
| Branky Pardubic nikdo |           |             |              |                 |              |                 |
| |           |             |              |                 |              |                 |
| 14. | 2013/2014 | předkolo    | Pardubice    | 3 : 0 Report    | Slavia Praha | (2:0, 1:0, 0:0) |
| Branky Pardubic 05:13 Radoslav Tybor, 19:46 Petr Sýkora, 30:16 Radoslav Tybor                                                            |           |             |              |                 |              |                 |
| 15. | 2013/2014 | předkolo    | Pardubice    | 3 : 4 Report    | Slavia Praha | (2:1, 1:1, 0:2) |
| Branky Pardubic 04:22 Lukáš Radil, 15:30 Radoslav Tybor, 24:20 Radoslav Tybor                                                            |           |             |              |                 |              |                 |
| 16. | 2013/2014 | předkolo    | Slavia Praha | 2 : 4 Report    | Pardubice    | (1:2, 0:1, 1:1) |
| Branky Pardubic 16:08 Václav Benák, 19:49 Petr Sýkora, 37:08 Marek Ďaloga, 59:36 Jan Semorád                                             |           |             |              |                 |              |                 |
| 17. | 2013/2014 | předkolo    | Slavia Praha | 1 : 0 Report    | Pardubice    | (0:0, 0:0, 1:0) |
| Branky Pardubic nikdo |           |             |              |                 |              |                 |
| 18. | 2013/2014 | předkolo    | Pardubice    | 6 : 4 Report    | Slavia Praha | (1:2, 2:2, 3:0) |
| Branky Pardubic 15:46 Václav Kočí, 25:16 Jan Semorád, 29:20 Tomáš Zohorna, 40:23 Petr Sýkora, 41:24 Radoslav Tybor, 43:13 Radoslav Tybor |           |             |              |                 |              |                 |
| |           |             |              |                 |              |                 |
| Pardubice 8x utkání vyhrál, 10x utkánní prohrál Pardubice 1x sérii vyhrál, 2x sérii prohrál                                              |           |             |              |                 |              |                 |

## Pardubice - Kladno
| Číslo                                                                                             | Sezona    | Utkání      | Domácí    | Výsledek        | Hosté     | Třetiny         |
| ------------------------------------------------------------------------------------------------- | --------- | ----------- | --------- | --------------- | --------- | --------------- |
| 01.                                                                                               | 2004/2005 | čtvrtfinále | Pardubice | 4 : 1 Report    | Kladno    | (1:1, 2:0, 1:0) |
| Branky Pardubic 13:45 Tomáš Blažek, 27:06 Petr Sýkora, 34:49 Michal Mikeska, 42:09 Lubomír Pištek |           |             |           |                 |           |                 |
| 02.                                                                                               | 2004/2005 | čtvrtfinále | Pardubice | 4 : 1 Report    | Kladno    | (1:0, 1:0, 2:1) |
| Branky Pardubic 00:32 Petr Sýkora, hetrik 21:53 Jan Bulis, 41:24 Jan Bulis, 49:45 Jan Bulis       |           |             |           |                 |           |                 |
| 03.                                                                                               | 2004/2005 | čtvrtfinále | Kladno    | 4 : 0 Report    | Pardubice | (1:0, 2:0, 1:0) |
| Branky Pardubic nikdo                                                                             |           |             |           |                 |           |                 |
| 04.                                                                                               | 2004/2005 | čtvrtfinále | Kladno    | 0 : 3 Report    | Pardubice | (0:1, 0:1, 0:1) |
| Branky Pardubic 15:53 Tomáš Blažek, 23:33 Petr Průcha, 50:00 Petr Průcha                          |           |             |           |                 |           |                 |
| 05.                                                                                               | 2004/2005 | čtvrtfinále | Pardubice | 3 : 6 Report    | Kladno    | (1:0, 1:2, 1:4) |
| Branky Pardubic 01:55 Milan Hejduk, 31:32 Petr Koukal, 46:08 Milan Hejduk                         |           |             |           |                 |           |                 |
| 06.                                                                                               | 2004/2005 | čtvrtfinále | Kladno    | 2 : 1 Report    | Pardubice | (0:0, 1:1, 1:0) |
| Branky Pardubic 28:47 Petr Sýkora                                                                 |           |             |           |                 |           |                 |
| 07.                                                                                               | 2004/2005 | čtvrtfinále | Pardubice | 3 : 1 Report    | Kladno    | (2:1, 0:0, 1:0) |
| Branky Pardubic 04:06 Aleš Hemský, 05:47 Milan Hejduk, 54:00 Milan Hejduk                         |           |             |           |                 |           |                 |
|                                                                                                   |           |             |           |                 |           |                 |
| 08.                                                                                               | 2012/2013 | předkolo    | Kladno    | 2 : 1 Report    | Pardubice | (0:0, 1:1, 1:0) |
| Branky Pardubic 25:36 Tomáš Zohorna                                                               |           |             |           |                 |           |                 |
| 09.                                                                                               | 2012/2013 | předkolo    | Kladno    | 3 : 2 PP Report | Pardubice | (0:0, 1:1, 1:1) |
| Branky Pardubic 26:59 Jan Semorád, 53:36 Tomáš Nosek                                              |           |             |           |                 |           |                 |
| 10.                                                                                               | 2012/2013 | předkolo    | Pardubice | 3 : 1 Report    | Kladno    | (1:1, 0:0, 2:0) |
| Branky Pardubic 09:31 Pavel Brandl, 26:00 Jan Buchtele, 34:20 Jan Buchtele                        |           |             |           |                 |           |                 |
| 11.                                                                                               | 2012/2013 | předkolo    | Pardubice | 3 : 2 SN Report | Kladno    | (1:0, 0:1, 1:1) |
| Branky Pardubic 12:06 Radovan Somík, 42:12 Jan Semorád, rozhodující SN Tomáš Zohorna              |           |             |           |                 |           |                 |
| 12.                                                                                               | 2012/2013 | předkolo    | Kladno    | 1 : 0 Report    | Pardubice | (0:0, 1:0, 0:0) |
| Branky Pardubic nikdo                                                                             |           |             |           |                 |           |                 |
|                                                                                                   |           |             |           |                 |           |                 |
| Pardubice 6x utkání vyhrál, 6x utkánní prohrál Pardubice 1x sérii vyhrál, 1x sérii prohrál        |           |             |           |                 |           |                 |

## Pardubice - Znojmo
| Číslo | Sezona    | Utkání      | Domácí    | Výsledek     | Hosté     | Třetiny         |
| --- | --------- | ----------- | --------- | ------------ | --------- | --------------- |
| 01. | 2002/2003 | čtvrtfinále | Pardubice | 2 : 1 Report | Znojmo    | (1:0, 0:1, 1:0) |
| Branky Pardubic 18:08 Petr Sýkora, 43:22 Ladislav Lubina |           |             |           |              |           |                 |
| 02. | 2002/2003 | čtvrtfinále | Pardubice | 7 : 1 Report | Znojmo    | (4:0, 1:0, 2:1) |
| Branky Pardubic 01:26 Petr Mudroch, 02:34 Michal Tvrdík, 14:35 David Pospíšil, 18:18 Lubomír Pištek, 30:21 Tomáš Blažek, 43:55 Lubomír Pištek, 50:34 Jaroslav Kudrna |           |             |           |              |           |                 |
| 03. | 2002/2003 | čtvrtfinále | Znojmo    | 3 : 2 Report | Pardubice | (1:0, 1:2, 1:0) |
| Branky Pardubic 20:22 Tomáš Blažek, 20:47 Petr Čáslava |           |             |           |              |           |                 |
| 04. | 2002/2003 | čtvrtfinále | Znojmo    | 4 : 1 Report | Pardubice | (1:0, 2:0, 1:1) |
| Branky Pardubic 55:14 Tomáš Divíšek |           |             |           |              |           |                 |
| 05. | 2002/2003 | čtvrtfinále | Pardubice | 3 : 1 Report | Znojmo    | (1:1, 0:0, 2:0) |
| Branky Pardubic 06:35 Michal Sýkora, 46:26 Lubomír Pištek, 58:06 Ladislav Lubina                                                                                     |           |             |           |              |           |                 |
| 06. | 2002/2003 | čtvrtfinále | Znojmo    | 1 : 2 Report | Pardubice | (0:1, 1:1, 0:0) |
| Branky Pardubic 07:16 Michal Mikeska, 26:23 Jan Kolář |           |             |           |              |           |                 |
| |           |             |           |              |           |                 |
| 07. | 2006/2007 | čtvrtfinále | Pardubice | 5 : 2 Report | Znojmo    | (1:1, 1:0, 3:1) |
| Branky Pardubic 17:38 Jan Čaloun, 22:48 Tomáš Rolinek, 45:08 Libor Pivko, 46:13 Petr Sýkora, 57:45 Tomáš Rolinek                                                     |           |             |           |              |           |                 |
| 08. | 2006/2007 | čtvrtfinále | Pardubice | 2 : 0 Report | Znojmo    | (0:0, 0:0, 2:0) |
| Branky Pardubic 41:18 Dušan Andrašovský, 59:49 Jan Čaloun |           |             |           |              |           |                 |
| 09. | 2006/2007 | čtvrtfinále | Znojmo    | 0 : 3 Report | Pardubice | (0:1, 0:1, 0:1) |
| Branky Pardubic 04:05 Petr Sýkora, 22:41 Tomáš Blažek, 46:14 Martin Čech                                                                                             |           |             |           |              |           |                 |
| 10. | 2006/2007 | čtvrtfinále | Znojmo    | 3 : 1 Report | Pardubice | (2:0, 0:1, 1:0) |
| Branky Pardubic 28:25 Libor Pivko |           |             |           |              |           |                 |
| 11. | 2006/2007 | čtvrtfinále | Pardubice | 0 : 2 Report | Znojmo    | (0:1, 0:1, 0:0) |
| Branky Pardubic nikdo |           |             |           |              |           |                 |
| 12. | 2006/2007 | čtvrtfinále | Znojmo    | 2 : 1 Report | Pardubice | (1:0, 0:1, 1:0) |
| Branky Pardubic 29:08 Petr Sýkora |           |             |           |              |           |                 |
| 13. | 2006/2007 | čtvrtfinále | Pardubice | 5 : 0 Report | Znojmo    | (2:0, 2:0, 1:0) |
| Branky Pardubic hetrik 19:29 Petr Sýkora, 19:52 David Havíř, 28:07 Petr Sýkora, 37:04 Petr Sýkora, 56:40 Petr Koukal                                                 |           |             |           |              |           |                 |
| |           |             |           |              |           |                 |
| Pardubice 8x utkání vyhrál, 5x utkánní prohrál Pardubice 2x sérii vyhrál, 0x sérii prohrál                                                                           |           |             |           |              |           |                 |

## Pardubice - Olomouc
| Číslo | Sezona    | Utkání      | Domácí    | Výsledek        | Hosté     | Třetiny               |
| --- | --------- | ----------- | --------- | --------------- | --------- | --------------------- |
| 01. | 1993/1994 | finále      | Pardubice | 3 : 2 SN Report | Olomouc   | (1:0, 0:2, 1:0)       |
| Branky Pardubic 15:33 David Pospíšil, 55:09 Radek Měsíček, rozhodující SN David Pospíšil                            |           |             |           |                 |           |                       |
| 02. | 1993/1994 | finále      | Pardubice | 1 : 2 SN Report | Olomouc   | (0:0, 0:0, 1:1)       |
| Branky Pardubic 41:25 Martin Sekera                                                                                 |           |             |           |                 |           |                       |
| 03. | 1993/1994 | finále      | Olomouc   | 5 : 2 Report    | Pardubice | (0:1, 3:1, 2:0)       |
| Branky Pardubic 17:12 Radek Měsíček, 23:04 Richard Král                                                             |           |             |           |                 |           |                       |
| 04. | 1993/1994 | finále      | Olomouc   | 2 : 1 Report    | Pardubice | (2:1, 0:0, 0:0)       |
| Branky Pardubic 19:10 Jiří Jiroutek                                                                                 |           |             |           |                 |           |                       |
| 05. | 2022/2023 | čtvrtfinále | Pardubice | 5 : 1 Report    | Olomouc   | (2:1, 1:0, 2:0)       |
| Branky Pardubic 10:44 Matej Paulovič, 11:44 Tomáš Dvořák, 38:14 Tomáš Zohorna, 45:07 Tomáš Hyka, 58:24 Lukáš Sedlák |           |             |           |                 |           |                       |
| 06. | 2022/2023 | čtvrtfinále | Pardubice | 2 : 0 Report    | Olomouc   | (0:0, 0:0, 2:0)       |
| Branky Pardubic 59:40 Peter Čerešňák, 59:45 Tomáš Dvořák                                                            |           |             |           |                 |           |                       |
| 07. | 2022/2023 | čtvrtfinále | Olomouc   | 4 : 5 PP Report | Pardubice | (2:2, 2:0, 0:2 — 0:1) |
| Branky Pardubic 07:59 Lukáš Sedlák, 16:56 David Cienciala, 40:51 Adam Musil, 45:18 Jan Košťálek 77:31 Tomáš Zohorna |           |             |           |                 |           |                       |
| 08. | 2022/2023 | čtvrtfinále | Olomouc   | 2 : 3 Report    | Pardubice | (0:2, 1:1, 1:0)       |
| Branky Pardubic 03:03 Robert Říčka, 15:00 David Musil , 28:09 Jan Mandát                                            |           |             |           |                 |           |                       |
| |           |             |           |                 |           |                       |
| Pardubice 5x utkání vyhrála, 3x utkání prohrála Pardubice 1x sérii vyhrála, 1x sérii prohrála                       |           |             |           |                 |           |                       |

## Pardubice - České Budějovice
| Číslo | Sezona    | Utkání      | Domácí           | Výsledek     | Hosté            | Třetiny         |
| --- | --------- | ----------- | ---------------- | ------------ | ---------------- | --------------- |
| 01. | 2006/2007 | semifinále  | Pardubice        | 4 : 1 Report | České Budějovice | (2:0, 0:1, 2:0) |
| Branky Pardubic 15:02 Aleš Píša, 18:35 Zdeněk Ondřej, 49:28 Tomáš Rolinek, 51:26 Petr Sýkora                                   |           |             |                  |              |                  |                 |
| 02. | 2006/2007 | semifinále  | Pardubice        | 4 : 2 Report | České Budějovice | (0:0, 1:0, 3:2) |
| Branky Pardubic 37:55 Miroslav Hlinka, 41:01 Peter Pucher, 45:17 Jan Kolář, 58:20 Petr Sýkora                                  |           |             |                  |              |                  |                 |
| 03. | 2006/2007 | semifinále  | České Budějovice | 3 : 0 Report | Pardubice        | (2:0, 0:0, 1:0) |
| Branky Pardubic nikdo |           |             |                  |              |                  |                 |
| 04. | 2006/2007 | semifinále  | České Budějovice | 2 : 5 Report | Pardubice        | (0:2, 2:1, 0:2) |
| Branky Pardubic 05:56 Zdeněk Ondřej, 18:54 Petr Koukal, 34:46 Tomáš Rolinek, 44:23 Petr Sýkora, 47:38 Petr Sýkora              |           |             |                  |              |                  |                 |
| 05. | 2006/2007 | semifinále  | Pardubice        | 5 : 2 Report | České Budějovice | (2:1, 2:0, 1:1) |
| Branky Pardubic 10:15 Jiří Cetkovský, 17:10 Miroslav Hlinka, 30:57 Dušan Andrašovský, 39:52 Zdeněk Ondřej, 59:58 Tomáš Rolinek |           |             |                  |              |                  |                 |
| 06. | 2021/2022 | čtvrtfinále | České Budějovice | 3 : 1 Report | Pardubice        | (1:0, 1:1, 1:0) |
| Branky Pardubic 22:17 Juraj Mikuš                                                                                              |           |             |                  |              |                  |                 |
| 07. | 2021/2022 | čtvrtfinále | České Budějovice | 3 : 2 Report | Pardubice        | (0:1, 1:1, 2:0) |
| Branky Pardubic 15:28 Ondřej Vála, 26:51 Robert Říčka                                                                          |           |             |                  |              |                  |                 |
| 08. | 2021/2022 | čtvrtfinále | Pardubice        | 1 : 2 Report | České Budějovice | (0:1, 0:1, 1:0) |
| Branky Pardubic 57:40 David Cienciala                                                                                          |           |             |                  |              |                  |                 |
| 09. | 2021/2022 | čtvrtfinále | Pardubice        | 3 : 2 Report | České Budějovice | (2:0, 0:0, 1:2) |
| Branky Pardubic 00:12 Matej Paulovič, 06:03 Matej Paulovič, 48:28 Lukáš Anděl                                                  |           |             |                  |              |                  |                 |
| 10. | 2021/2022 | čtvrtfinále | České Budějovice | 4 : 3 Report | Pardubice        | (1:2, 2:1, 1:0) |
| Branky Pardubic 01:19 Tomáš Kaut, 05:48 Robert Říčka, 29:36 Filip Koffer                                                       |           |             |                  |              |                  |                 |
| |           |             |                  |              |                  |                 |
| Pardubice 5x utkání vyhrál, 5x utkánní prohrál Pardubice 1x sérii vyhrál, 1x sérii prohrál                                     |           |             |                  |              |                  |                 |

## Pardubice - Brno
| Číslo | Sezona    | Utkání | Domácí    | Výsledek        | Hosté     | Třetiny         |
| --- | --------- | ------ | --------- | --------------- | --------- | --------------- |
| 01. | 2011/2012 | finále | Pardubice | 5 : 4 SN Report | Brno      | (1:0, 0:1, 3:3) |
| Branky Pardubic 02:53 Lukáš Radil, 41:43 Daniel Rákos, 44:19 Aleš Píša, 54:58 Jan Buchtele, rozhodující SN Petr Koukal                     |           |        |           |                 |           |                 |
| 02. | 2011/2012 | finále | Pardubice | 5 : 6 Report    | Brno      | (0:2, 1:1, 4:3) |
| Branky Pardubic 35:10 Daniel Rákos, 41:37 Lukáš Radil, 53:00 Aleš Píša, 54:30 Jiří Cetkovský, 54:54 Jan Starý                              |           |        |           |                 |           |                 |
| 03. | 2011/2012 | finále | Brno      | 2 : 1 Report    | Pardubice | (0:0, 0:1, 2:0) |
| Branky Pardubic 29:00 Radovan Somík |           |        |           |                 |           |                 |
| 04. | 2011/2012 | finále | Brno      | 1 : 2 SN Report | Pardubice | (0:0, 0:0, 1:1) |
| Branky Pardubic 54:34 Martin Bartek, rozhodující SN Jan Kolář                                                                              |           |        |           |                 |           |                 |
| 05. | 2011/2012 | finále | Pardubice | 6 : 4 Report    | Brno      | (3:0, 1:3, 2:1) |
| Branky Pardubic 05:46 Jiří Cetkovský, 17:36 Lukáš Nahodil, 18:26 Radovan Somík, 22:23 Aleš Píša, 46:18 Jiří Cetkovský, 58:46 Martin Bartek |           |        |           |                 |           |                 |
| 06. | 2011/2012 | finále | Brno      | 1 : 5 Report    | Pardubice | (1:1, 0:3, 0:1) |
| Branky Pardubic 06:07 Jan Starý, 22:54 Václav Benák, 29:32 Petr Koukal, 34:27 Tomáš Zohorna, 48:48 Jan Kolář                               |           |        |           |                 |           |                 |
| |           |        |           |                 |           |                 |
| Pardubice 4x utkání vyhrál, 2x utkání prohrál Pardubice 1x sérii vyhrál, 0x sérii prohrál                                                  |           |        |           |                 |           |                 |

## Pardubice - Litvínov
| Číslo                                                                                      | Sezona    | Utkání      | Domácí    | Výsledek        | Hosté     | Třetiny         |
| ------------------------------------------------------------------------------------------ | --------- | ----------- | --------- | --------------- | --------- | --------------- |
| 01.                                                                                        | 2014/2015 | čtvrtfinále | Litvínov  | 4 : 0 Report    | Pardubice | (2:0, 1:0, 1:0) |
| Branky Pardubic nikdo                                                                      |           |             |           |                 |           |                 |
| 02.                                                                                        | 2014/2015 | čtvrtfinále | Litvínov  | 4 : 1 Report    | Pardubice | (1:1, 0:0, 3:0) |
| Branky Pardubic 19:47 Lukáš Radil                                                          |           |             |           |                 |           |                 |
| 03.                                                                                        | 2014/2015 | čtvrtfinále | Pardubice | 1 : 3 Report    | Litvínov  | (0:2, 1:1, 0:0) |
| Branky Pardubic 23:54 Petr Sýkora                                                          |           |             |           |                 |           |                 |
| 04.                                                                                        | 2014/2015 | čtvrtfinále | Pardubice | 3 : 2 PP Report | Litvínov  | (1:1, 1:1, 0:0) |
| Branky Pardubic 13:51 Tomáš Marcinko, 26:41 Radoslav Tybor, v prodloužení 65:29 Tomáš Kaut |           |             |           |                 |           |                 |
| 05.                                                                                        | 2014/2015 | čtvrtfinále | Litvínov  | 2 : 1 PP Report | Pardubice | (0:1, 0:0, 1:0) |
| Branky Pardubic 03:45 Petr Sýkora                                                          |           |             |           |                 |           |                 |
|                                                                                            |           |             |           |                 |           |                 |
| Pardubice 1x utkání vyhrál, 4x utkánní prohrál Pardubice 0x sérii vyhrál, 1x sérii prohrál |           |             |           |                 |           |                 |

## Pardubice - Karlové Vary
| Číslo | Sezona    | Utkání   | Domácí       | Výsledek        | Hosté        | Třetiny               |
| --- | --------- | -------- | ------------ | --------------- | ------------ | --------------------- |
| 01. | 2020/2021 | předkolo | Pardubice    | 2 : 1 Report    | Karlové Vary | (0:0, 2:0, 0:1)       |
| Branky Pardubic 21:25 Ondřej Roman, 36:20 Andrej Kosticyn |           |          |              |                 |              |                       |
| 02. | 2020/2021 | předkolo | Pardubice    | 11 : 3 Report   | Karlové Vary | (5:1, 5:2, 1:0)       |
| Branky Pardubic 06:14 Anthony Camara, 08:01 Tomáš Zohorna, 14:37 Juraj Mikuš, 18:09 Ondřej Vála, 18:53 Matěj Paulovič, 20:34 Tomáš Zohorna, 21:30 Ondřej Roman, 22:15 Andrej Kosticyn, 22:57 Anthony Camara, 36:02 Matěj Blumel, 55:54 Matěj Blumel |           |          |              |                 |              |                       |
| 03. | 2020/2021 | předkolo | Karlové Vary | 2 : 1 PP Report | Pardubice    | (0:0, 0:1, 1:0 - 1:0) |
| Branky Pardubic 24:34 Patrik Poulíček |           |          |              |                 |              |                       |
| 04. | 2020/2021 | předkolo | Karlové Vary | 1 : 5 Report    | Pardubice    | (0:0, 0:2, 1:3)       |
| Branky Pardubic 32:45 Patrik Poulíček, 36:48 Jakub Nakládal, 42:10 Andrej Kosticyn, 51:37 Luboš Horký, 52:07 Luboš Horký |           |          |              |                 |              |                       |
| 05. | 2021/2022 | předkolo | Pardubice    | 3 : 2 Report    | Karlové Vary | (1:0, 2:2, 0:0)       |
| Branky Pardubic 07:06 Ondřej Rohlík, 26:33 Lukáš Anděl, 33:11 David Cienciala |           |          |              |                 |              |                       |
| 06. | 2021/2022 | předkolo | Pardubice    | 4 : 2 Report    | Karlové Vary | (3:0, 0:0, 1:2)       |
| Branky Pardubic 08:35 Robert Říčka, 13:37 Adam Musil, 16:39 Filip Koffer, 59:52 Adam Musil |           |          |              |                 |              |                       |
| 07. | 2021/2022 | předkolo | Karlové Vary | 2 : 3 PP Report | Pardubice    | (2:2, 0:0, 0:0 - 0:1) |
| Branky Pardubic 14:45 Adam Musil, 15:08 Patrik Poulíček, 68:06 Robert Říčka |           |          |              |                 |              |                       |
| |           |          |              |                 |              |                       |
| Pardubice 6x utkání vyhrál, 1x utkánní prohrál Pardubice 2x sérii vyhrál, 0x sérii prohrál |           |          |              |                 |              |                       |

## Pardubice - Mladá Boleslav
| Číslo                                                                                     | Sezona    | Utkání      | Domácí         | Výsledek     | Hosté          | Třetiny         |
| ----------------------------------------------------------------------------------------- | --------- | ----------- | -------------- | ------------ | -------------- | --------------- |
| 01.                                                                                       | 2020/2021 | čtvrtfinále | Mladá Boleslav | 2 : 0 Report | Pardubice      | (0:0, 1:0, 1:0) |
| Branky Pardubic nikdo                                                                     |           |             |                |              |                |                 |
| 02.                                                                                       | 2020/2021 | čtvrtfinále | Mladá Boleslav | 5 : 0 Report | Pardubice      | (1:0, 1:0, 3:0) |
| Branky Pardubic nikdo                                                                     |           |             |                |              |                |                 |
| 03.                                                                                       | 2020/2021 | čtvrtfinále | Pardubice      | 2 : 4 Report | Mladá Boleslav | (1:2, 1:1, 0:1) |
| Branky Pardubic 14:29 Anthony Camara, 23:41 Andrej Kosticyn                               |           |             |                |              |                |                 |
| 04.                                                                                       | 2020/2021 | čtvrtfinále | Pardubice      | 3 : 5 Report | Mladá Boleslav | (2:0, 1:1, 0:4) |
| Branky Pardubic 06:51 Patrik Poulíček, 07:36 Radoslav Tybor, 20:47 Anthony Camara         |           |             |                |              |                |                 |
|                                                                                           |           |             |                |              |                |                 |
| Pardubice 0x utkání vyhrál, 4x utkání prohrál Pardubice 0x sérii vyhrál, 4x sérii prohrál |           |             |                |              |                |                 |